# Тасманіти
Тасмані́ти (рос. тасманиты, англ. tasmanites, нім. Tasmanite m pl) — склоподібні об'єкти неясної природи. Виявлені поблизу міста Квінстаун (Західна Тасманія). За складом близькі до кварцового скла. Вік — 1,5 млн років. Аналог тектитів. Інша назва — «дарвінове скло».